# Kepler-650b
Kepler-650b és un planeta extrasolar que forma part d'un sistema planetari format per almenys un planeta. Orbita l'estel homònim anomenat Kepler-650. Fou descobert l'any 2016 per la sonda Kepler mitjançant el trànsit astronòmic.